# Nowoje Lidże
Nowoje Lidże (ros. Новое Лидже) – wieś w Rosji, w Dagestanie, w rejonie tabasarańskim. W 2010 liczyła 554 mieszkańców, głównie Tabasaranów.